# 高苏麟
高苏麟（1988年1月16日－2017年8月4日)，江苏省南京市人。中学就读于南京师范大学附属中学，2011年7月从徐州医科大学麻醉学院本科毕业后，进入江苏省人民医院工作。2017年逝世后，高苏麟的母校南京师范大学附属中学于2017年11月8日设立“高苏麟奖学金”。

## 生平
2012年，高苏麟在路边救助一位突发心脏病的老人并垫付医疗费不留名，被公众誉为“马路天使”、“最美医生”和“最帅救人医生”，并获得“感动南京”2012年度人物、第十一届“南京好市民”等称号，入选“江苏好人榜”、“中国好人榜”   。
2017年8月4日，二十九岁的高苏麟因感染造成的败血症经抢救无效去世，于南京殡仪馆致远厅举行遗体告别仪式。

## 外部連結
江苏面孔“最美医生”高苏麟
“墓前常有流泪人”—2019清明祭苏麟